# Карл Ентони Таунс
Карл Ентони Таунс Млађи (енгл. Karl-Anthony Towns Jr.; Едисон, Њу Џерзи, 15. новембар 1995) америчко-доминикански је кошаркаш. Игра на позицији центра, а тренутно наступа за Њујорк никсе. На НБА драфту 2015. године изабран је као први пик.

## Каријера
Средњошколску каријеру провео је у Њу Џерзију, где је и живео. Имао је веома добру каријеру у средњој школи. Тамо га је приметио и чувени тренер на колеџу Кентаки, Џон Калипари, и позвао на припреме репрезентације Доминиканске Републике. У јануару 2013. године постигао је невероватан квадр-дабл учинак од 17 поена, 17 скокова, 11 скокова и 11 блокада, да би тачно годину дана касније опет имао сличан учинак од 20 поена, 14 скокова, 12 блокада и 10 асистенција. Након тога отишао је на колеџ у Кентакију, на којем је провео само једну сезону. У њој је просечно постизао 10,3 поена и имао 6,7 скокова по мечу.

### НБА
Очекивало да ће бити изузетно високо котиран на НБА драфту 2015. годоне. Припремни период пред драфт је одрадио пар тренинга са Минесотом, па је за очекивати било да га управо они изаберу. То се и десило, те је изабран од стране овог тима и то као првог пика на овом драфту.

## Успеси

### Репрезентативни
- Центробаскет:  2012.

### Појединачни
- НБА ол-стар меч (5): 2018, 2019, 2022, 2024, 2025.
- Идеални тим НБА — трећа постава (3): 2017/18, 2021/22, 2024/25.
- Победник НБА такмичења у вештинама (1): 2016.
- Победник НБА такмичења у брзом шутирању тројки (1): 2022.
- НБА новајлија године: 2015/16.
- Идеални тим новајлија НБА — прва постава: 2015/16.

## Остало
Отац Таунса је Американац, а мајка му је из Доминиканске Републике, због чега поседује и доминиканско држављанство.